# Orto Ignatiussen
Orto Ignatiussen (* 19. Februar 1959 in Skjoldungen; † 4. März 2019 in Tasiilaq) war ein grönländischer Schauspieler und Theaterregisseur.

## Leben
Orto Ignatiussen wurde in der Wohnplatzgruppe Skjoldungen im damals noch besiedelten Südosten Grönlands geboren. In seinen jungen Jahren zog er von Ort zu Ort, da seine Mutter die einzige Hebamme der Gegend war. Sein Vater verneinte die Vaterschaft und drohte betrunken ihn sogar mit seinem Jagdgewehr zu erschießen. Sein Kindheitstrauma versuchte Orto Ignatiussen mit Schauspiel zu verarbeiten. Bereits als Junge schrieb und instruierte er für andere Kinder Schauspielaufführungen. Als er 17 Jahre alt war, wurde er entdeckt, und nachdem er zuvor als Jäger und Maler gearbeitet hatte, begann er 1981 am Tuukkaq Teatret im dänischen Fjaltring eine grönländische Schauspielausbildung. Später gründete er in Grönland das Kinder- und Jugendtheater Qinngorniit. Er war bei Kindern äußerst beliebt und erhielt 2006 den dänischen Kinderangelegenheitenpreis. Als seine Frau mit seinen Kindern ihn verließ, wurde er zum Alkoholiker. Später lebte er mit der dänischen Regisseurin Karen Littauer und ihrem Sohn zusammen. Orto Ignatiussen war der einzige grönländische Schauspieler, der international an Filmen mitwirkte. 2000 hatte er eine Rolle in der isländisch-dänisch-norwegischen Koproduktion Ikíngut. 2006 war er Produktionsassistent des US-amerikanischen Films Antarctica – Gefangen im Eis. 2013 hatte er eine Sprechrolle im oscargekrönten Film Gravity inne und hatte die Hauptrolle in dessen Spin-Off Aningaaq. Orto Ignatiussen starb am 4. März 2019 im Alter von 60 Jahren an einer Alkoholvergiftung.

## Filmografie
- 2000: Ikíngut
- 2013: Gravity (nur Stimme)
- 2013: Aningaaq
- 2015: Nobody Wants the Night